# 天府街道
天府街道，是中华人民共和国四川省成都市温江区下辖的一个乡镇级行政单位。

## 行政区划
天府街道下辖以下地区：
天府花园社区、游家渡社区、学府社区、梓潼社区、金府社区、海科社区和笼堰村。